# Albuin

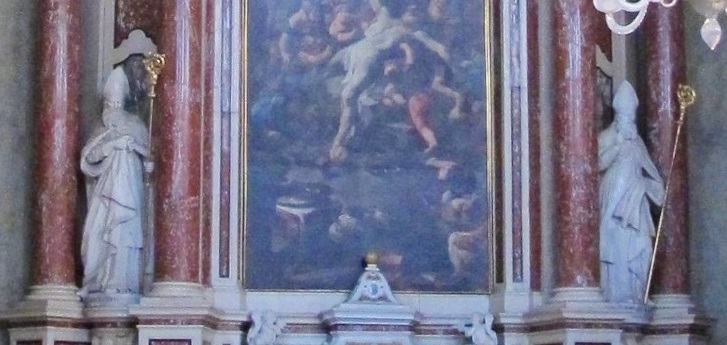
Statuen der heiligen Bischöfe Ingenuin und Albuin am Kassianaltar im Brixner Dom, wo ihre Reliquien verehrt werden

Der heilige Albuin (* 10. Jahrhundert; † 5. Februar 1005, 1006 oder 1007 in Brixen) stammte aus dem Adelsgeschlecht der Aribonen in Kärnten. Er wurde um 975 zum Bischof geweiht.

## Leben und Wirken
Albuin wurde als Sohn des Markgrafen Albuin von Kärnten und seiner Frau Hildegard geboren. Für seine Studien an der Domschule in Brixen überließ ihm seine Mutter das große Landgut Stein bei Möchling im Drautal. Am 8. September 977 wird er erstmals als Bischof der „Säbener und Brixner Kirche“ (sanctæ Sabianensis et Prixianensis ęcclesiæ ępiscopus) in einer Urkunde angeführt. Mit diesem Dokument überwies ihm Kaiser Otto II. den Hof Reifnitz in Kärnten.
Bischof Albuin wollte seine Residenz leichter zugänglich und seine Gebiete für sich selbst leichter erreichbar machen, um dem Mittelpunkt seiner Diözese näher zu sein. Daher verlegte er seinen Bischofssitz um das Jahr 990 vom felsigen Säben auf das ebene Gebiet von Brixen, das sich inzwischen zur größeren Stadt und zum kulturellen Mittelpunkt des Landes entwickelt hatte. 
Diese Maßnahme wirkte sich auch auf den Schutzpatron des Brixner Domes aus. Anstelle des hl. Stephan wurde nun der hl. Kassian (Schutzpatron Säbens) verehrt. Dieses sollte die Kontinuität des Sitzes Säben mit dem neuen Bischofssitz in Brixen auch in religiöser Hinsicht sichern.
Bischof Albuin war Begleiter Kaiser Ottos II., dessen Kriege gegen Böhmen, Bayern und Frankreich seine Regierungszeit beunruhigten. Dennoch hielt der Bischof von Brixen in dieser Zeit treu zu ihm. Dieses deutliche Zeichen der Loyalität ließ der Kaiser nicht unbelohnt. Er bestätigte nicht nur die aus den Tagen der Karolinger stammenden Immunitätsprivilegien, sondern erkannte auch die bischöfliche Vogtei an. Auch sein Nachfolger, Heinrich II., brachte Bischof Albuin weitere Ländereien ein, unter anderem in Regensburg, Krain und Villach. Er übertrug ihm 1004 die Herrschaft Veldes in Krain. Die Brixner Domschule wird unter ihm erstmals erwähnt.
Der Bischof begleitete König Heinrich II. auf seinem Zug nach Italien gegen Arduin von Ivrea, ehe er 1006 starb.

## Ernennung zum Schutzheiligen

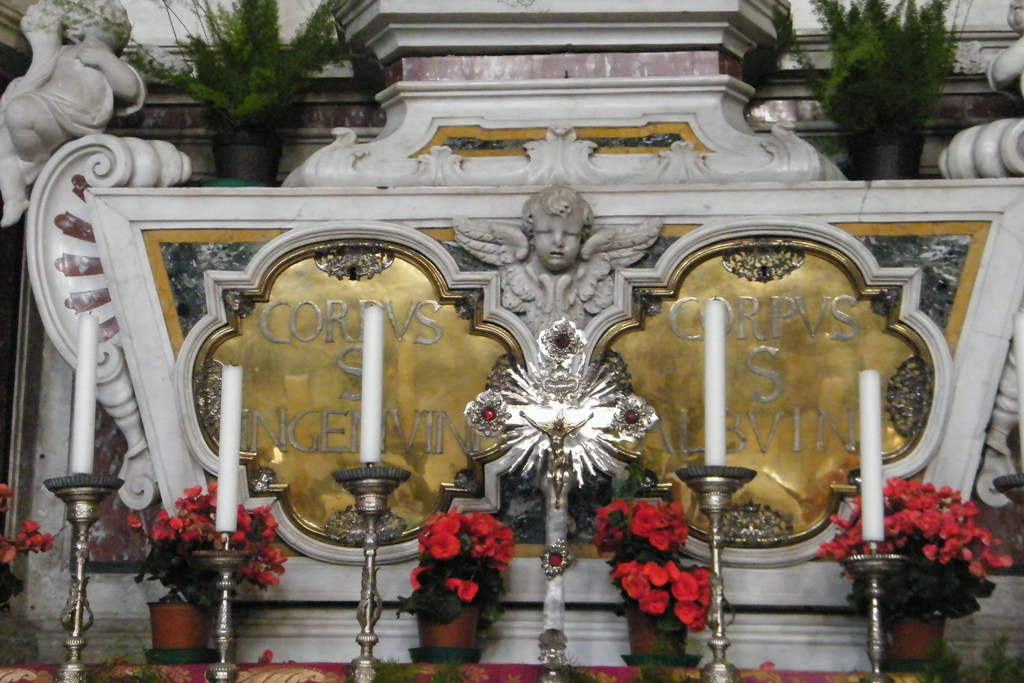
Sarkophag der hll. Ingenuin und Albuin im Brixner Dom

Albuin wurde schon im 11. Jahrhundert als Heiliger verehrt. Außerdem wurde er in das Martyrologium Romanum aufgenommen. Bischof Hartmann von Brixen ernannte den hl. Albuin, zusammen mit Bischof Ingenuin, zu Schutzheiligen des Bistums Brixen. Die beiden Heiligen treten deshalb in Darstellungen meist gemeinsam in Pontifikalkleidung mit Bischofsstab und Buch auf. Hartmann ließ Albuins Reliquien, die vorher in der Seitenapsis lagen, im Jahr 1151 auf dem Hochaltar des Brixner Domes beisetzen. Die Gebeine der beiden Schutzheiligen liegen heute in einem marmornen Sarg auf dem Kassiansaltar im Brixner Dom.

## Gedenktag
- katholisch: 5. Februar
- in Brixen: 13. Mai (Übertragung der Gebeine)